# Balantiopteryx infusca
Balantiopteryx infusca é uma espécie de morcego da família Emballonuridae. Pode ser encontrada na Colômbia e Equador.